# Chorodnodes
Chorodnodes là một chi bướm đêm thuộc họ Geometridae.